# フレディ・キング
フレディ・キング（Freddie KingまたはFreddy King、1934年9月3日 - 1976年12月28日）は、アメリカ合衆国テキサス州ギルマー出身のブルース・ギタリスト、シンガー。B.B.キング、アルバート・キングとともにブルース・ギタリストの「3大キング」と称される。その存在は、エリック・クラプトンをはじめ、ロック界にも大きな影響を与えた。代表曲は"Have You Ever Loved A Woman"、"Hide Away"、"I'm Tore Down"など。
2012年に、ロックの殿堂入りを果たした。
「ローリング・ストーンの選ぶ歴史上最も偉大な100人のギタリスト」において2003年は第25位、2011年の改訂版では第15位。

## 来歴
出身地のテキサス州ギルマーで幼少期を過ごした後、1950年に家族とともにイリノイ州シカゴへ移住する。地元のクラブに通い、マディ・ウォーターズ、ハウリン・ウルフ、ロバート・ロックウッド・ジュニアらの演奏に触れるようになった。
パロット、チェスのセッション・マンを経験した後、1956年、地元のインディ・レーベル、エルビーより初の自己名義のシングルとなる「Country Boy」をリリースしたが、ヒットにはつながらなかった。同曲には、ロバート・ロックウッド・ジュニアがサイド・ギターで参加している。
1960年、キング・レコード傘下のフェデラル・レコードと契約。同年、初のシングル「You've Got To Love Me With A Feeling」を発表した。フェデラルには1968年まで在籍し、この間数々のヒットを生んだ。特に"Hide Away"は、R&Bチャート5位、ポップ・チャート29位という大ヒットを記録しており、またエリック・クラプトンがフィーチャーされたジョン・メイオールズ・ブルースブレイカーズのカバーでも知られるようになった。フェデラル時代は、歌入りの楽曲もさることながらインスト・ナンバーの多さが顕著である。「Hide Away」以外には、「San-Ho-Zay」、「Sen-Sa-Shun」、「The Stumble」などが挙げられる。
1968年、アトランティック・レコード傘下のコティリオンと契約。キング・カーティスのプロデュースで『Freddie King Is a Blues Master』(1969年)、『My Feeling for the Blues』(1970年)の2枚のアルバムを発表した。
1970年、レオン・ラッセルのシェルター・レコードと契約。3枚のアルバムを発表した。この時代には、ジェフ・ベック・グループによるカバーでも知られるドン・ニックスの「Going Down」をレコーディングしている。
1974年には、RSOと契約し2枚のアルバムを発表。精力的に活動を続けていた最中の1976年、テキサス州ダラスにて、心不全により42歳で急死した。

## ディスコグラフィー

### オリジナル・アルバム
- 1961年 『Freddy King Sings』 (Federal)
- 1961年 『Let's Hide Away And Dance Away With Freddy King』 (Federal)
- 1962年 『Freddy King, Lulu Reed & Sonny Thompson, Two Boys and a Girl』 (Federal)
- 1963年 『Bossa Nova And The Blues』 (Federal)
- 1965年 『Freddy King...Gives You A Bonanza of Instrumentals』 (Federal)
- 1965年 『Freddie King Sings Again』 (Federal)
- 1969年 『Freddie King Is A Blues Master』 (Atlantic/Cotillion)
- 1970年 『My Feeling For The Blues』 (Atlantic/Cotillion)
- 1971年 『Getting Ready...』 (Shelter)
- 1972年 『Texas Cannonball』 (Shelter)
- 1973年 『Woman Across The River』 (Shelter)
- 1974年 『Burglar』 (RSO)
- 1975年 『Larger Than Life』 (RSO)
- 1977年 『Freddie King (1934-1976)』 (Polydor)

### 編集盤、没後リリース音源
- 1993年 『Hide Away: The Best Of Freddy King』 (Rhino)
- 1994年 『Blues Guitar Hero』 (Ace)
- 1995年 『King Of The Blues』 (EMI)
- 1998年 『Stayin' Home With The Blues』 (Universal/Spectrum)
- 2000年 『The Best Of Shelter Years』 (The Right Stuff)
- 2001年 『Ultimate Collection』 (Hip-O)
- 2002年 『The Very Best Of Freddy King Vol. 1〜3』 (Collectables)

### ライブ盤
- 1988年 『Freddie King & Bugs Henderson Band Live』 (P-Vine)
- 1993年 『Live! Texas And Oklahoma Club Dates, 1975』 (P-Vine)
- 1995年 『Key To The Highway』 (Wolf)
- 1996年 『Live At The Electric Ballroom, 1974』 (Black Top)

### 映像作品
- 2001年 『The!!!! Beat, 1996』 (Vestapol)
- 2002年 『Dallas, Texas Jan. 20th, 1973』 (Vestapol)
- 2003年 『Live At The Sugarbowl 1972』 (Rounder/Vestapol)